# Jämtland
Jämtland (nebo v místním dialektu Jamtland) je historické území (provincie) o rozloze 34 000 km² v západní části Švédska. Území je dnes součástí Jämtlandského kraje, který zahrnuje také provincii Härjedalen.

## Geografie
Jämtland je hornatá země s vnitrozemským klimatem (v zimním období jsou časté vánice), velmi řídce osídlená, většinu plochy tvoří jehličnaté lesy a jezera. Nejvyšší horou je Storsylen s výškou 1762 metrů nad mořem. Oblast vyniká zachovalou přírodou, žijí zde ve velkém počtu medvědi, losi a bobři. Největším jezerem je Storsjön, na jehož břehu leží hlavní město oblasti Östersund s padesáti tisíci obyvateli. Östersund je nazýván „město středu“ (protože leží blízko geografického středu Švédska) nebo „zimní město“, protože je důležitým střediskem zimních sportů, několikrát také kandidoval na pořádání zimních olympijských her. V jezeře Storsjön žije podle místních obyvatel obrovský drak, podobný známé lochnesce.

## Historie
Původními obyvateli oblasti byli Jamtové, jejichž jméno znamená ve starogermánštině „houževnatí, vytrvalí“. Jämtland byl původně svobodnou sedláckou republikou, i po připojení k Norsku ve 12. století si uchoval značnou míru nezávislosti. V roce 1645, po uzavření Míru z Brömsebro, se stal Jämtland součástí Švédského království. Místní lidé se však nadále drželi svého nářečí vycházejícího ze staré norštiny a tradičního způsobu života, založeného na zemědělství a lovu (byla zde vyšlechtěna místní rasa loveckého psa, jämthund). Je to země osamělých statků, s vysokou mírou religiozity a svérázným folklórem. Nikdy zde nebyli velcí boháči a rozhodnutí o obecních záležitostech se přijímala demokraticky. Žilo se velmi skromně a na zbytek Švédska se hledělo s nedůvěrou, stejně jako na moderní vymoženosti, které odtud přicházely. V Jämtlandu dosud prakticky není průmysl, jediným větším městem je Östersund, založený jako správní středisko teprve v roce 1786. Proto je kraj oblíbeným cílem vyznavačů ekoturistiky. V severní části Jämtlandu žije také sámská menšina.

## Jamtlandská republika

Vlajka Jamtlandské republiky

V roce 1963 na populárním hudebním festivalu Storsjoyran vyhlásil populární bavič Yngve Gamlin nezávislost Jamtlandské republiky a vytvoření národněosvobozenecké armády. Byla to reakce na rozvojové programy švédské vlády ohrožující svébytnost regionu a hlavně na plán nového administrativního rozdělení země, které by zlikvidovalo tradiční kraj Jämtland. Jak sám první prezident Gamlin prohlásil, tento projekt je „myšlen na jednapadesát procent vážně“. Vytvořil také vlajku země, která měla tři pruhy reprezentující tři části země: vlastní Jamtland, Harjedalen a Ravund. Pruhy byly modrý (jezera), bílý (sníh) a zelený (lesy), uprostřed byla středověká pečeť Jamtlandu – norský znak (červený štít se zlatým lvem držícím sekyru) obklopený dvěma klečícími štítonoši a dvěma lovci střílejícími na veverky (export vzácných kožešin byl hlavním zdrojem příjmů pro lokální ekonomiku). Republika existuje formálně dosud, nemá ovšem politické ambice a je hlavně turistickou atrakcí.